# Jet d'eau

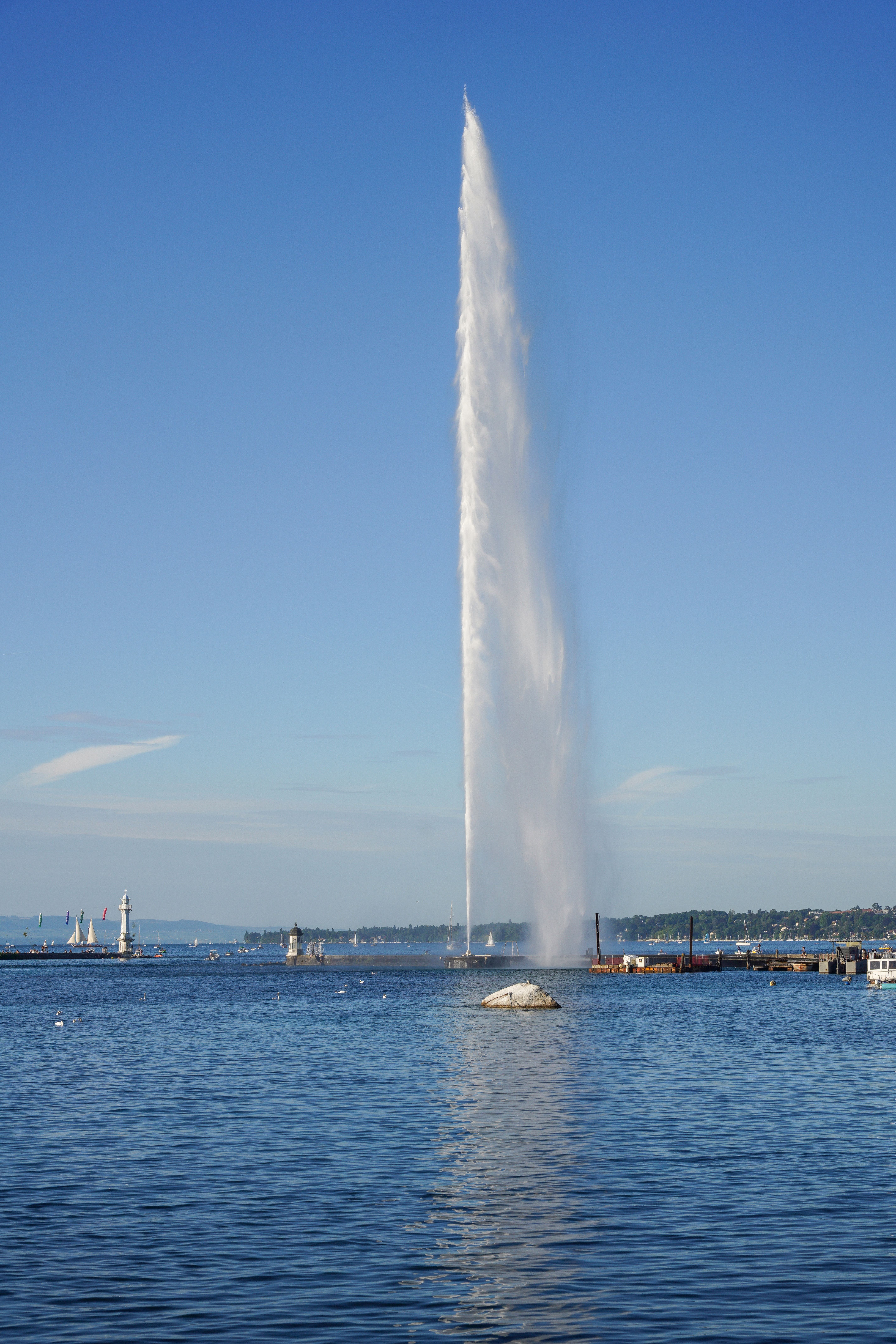
Il Jet d'eau di Ginevra.

Il Jet d'eau (in italiano "Getto d'acqua") è una grande fontana di Ginevra, in Svizzera. Si tratta di una delle più famose e suggestive attrazioni turistiche della città e ne è diventata il simbolo. Situata nel punto in cui il lago di Ginevra si appresta a sfociare nel fiume Rodano, nel quartiere Les Eaux-Vives, proietta un grosso ed unico spruzzo d'acqua verticale alto circa 140 metri, visibile in tutta la città e dall'alto, anche sorvolando Ginevra ad un'altitudine di diecimila metri.

## Storia
Il rapido e imponente sviluppo urbano e industriale che contraddistinse Ginevra nella seconda metà dell'Ottocento comportò anche un fabbisogno sempre maggiore di energia, che venne soddisfatto con la costruzione di una centrale idraulica a La Coulouvrenière nel 1886 per la distribuzione della forza motrice ottenuta dalle acque del Rodano. Il pompaggio costante d'acqua, però, poteva generare pericolosi eccessi di pressione nei momenti in cui vi era meno richiesta di energia, come di notte o nei giorni festivi; venne perciò predisposta una vera e propria "valvola di sicurezza" per diminuire la pressione ed espellere l'acqua in eccesso. Nacque così il "primo" Jet d'eau, alto una trentina di metri e collocato all'estremità della centrale di La Coulouvrenière, ben più a ovest della posizione attuale e già all'interno del corso del Rodano.

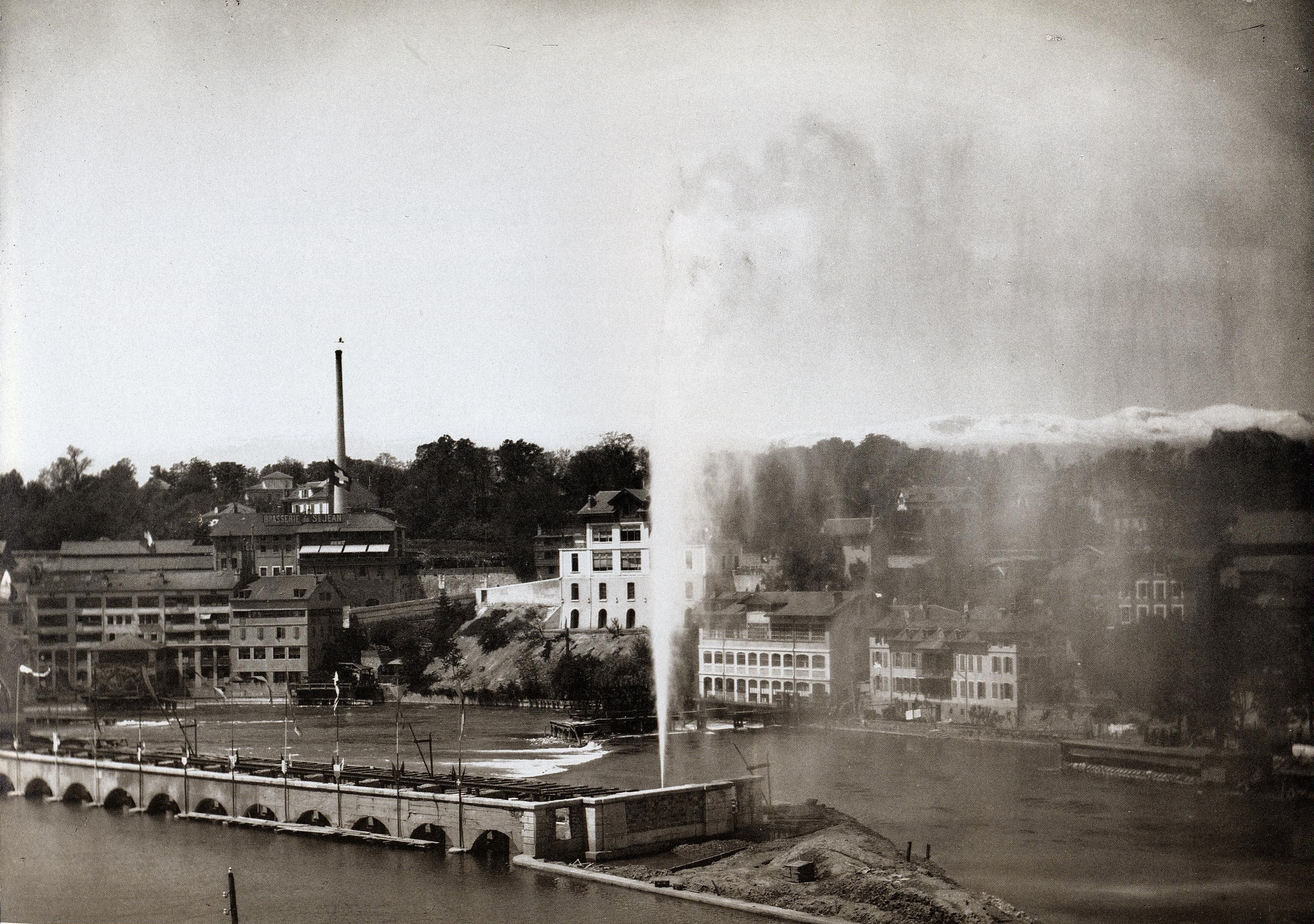
Il "primo" Jet d'eau a La Coulouvrenière (1886 circa).

Nel 1889 la "valvola di sicurezza" fu spostata nel lago, un po' più a nord di Ginevra, a Bessinge, vicino a Cologny. Il 2 agosto 1891, infine, il Jet d'eau trovò la sua ubicazione definitiva a Les Eaux-Vives: all'epoca raggiungeva i 90 m d'altezza, era contornato da un ventaglio di altri quattro getti minori poi soppressi e, come i precedenti, funzionava solo la domenica. Nel 1906 vennero installate delle motopompe che permisero l'attivazione costante dello zampillo. A partire dagli anni trenta si cominciò a pensare di staccare il Jet d'eau dalla rete idrica cittadina e venne realizzato un progetto a cura dell'ingegner Oscar Herzog (padre dell'alpinista Maurice Herzog), che però fu messo in atto solo vent'anni dopo: la nuova stazione di pompaggio autonoma, che utilizzava direttamente le acque del lago e consentiva un'emissione ininterrotta del getto, venne inaugurata il 3 maggio 1951.

### Situazione attuale
L'altezza attuale del getto d'acqua raggiunge i 140 m e la velocità di uscita dall'ugello è di circa 200 km/h; l'acqua viene spinta da due pompe con potenza di 500 kW, che garantiscono una portata di 500 litri al secondo. La massa totale dell'acqua sospesa nell'aria si aggira intorno alle 7 tonnellate e impiega circa 16 secondi per ricadere nel lago.
Quello di Ginevra è il "getto d'acqua" più alto in Europa e probabilmente il più famoso del mondo, ma il più elevato in assoluto (312 m d'altezza) è la Fontana Re Fahd, che si trova a Gedda e fu inaugurato dal re Fahd nel 1985; da ricordare anche quelli realizzati nel fiume Han a Seul per il Campionato mondiale di calcio 2002, che arriva a 202 m; il Gateway Geyser (192 m), vicino al Gateway Arch di Saint Louis (Missouri); il Captain Cook Memorial Jet (147 m), installato nel 1970 nel lago Burley Griffin a Canberra (Australia).